# Lactarius pubescens
Lactarius pubescens (Heinrich Adolph Schrader, 1794 ex Elias Magnus Fries, 1838) este o specie de ciuperci otrăvitoare din încrengătura Basidiomycota în familia Russulaceae și de genul Lactarius, denumit în popor râșcov bărbos sau lăcustă albă. Acest burete coabitează, fiind un simbiont micoriza (formează micorize pe rădăcinile arborilor). În România, Basarabia și Bucovina de Nord se dezvoltă în șiruri sau cercuri mari, numai rar solitar, sub mesteceni în grădini, parcuri sau la marginea de străzi și drumuri ierboase, pe soluri umede sau uscate, neutre până calcaroase. Apare de la câmpie la munte între august și octombrie (noiembrie). Specia s-a găsit câteodată chiar și la marginea de tubării.

## Taxonomie

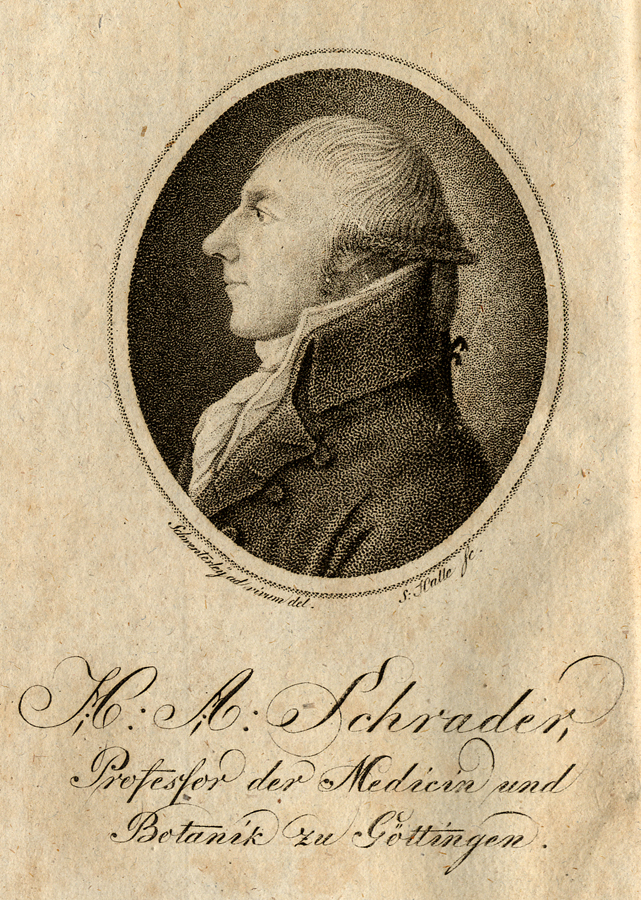
H. A. Schrader

Primul om de știință care a descoperit și descris specia sub numele Agaricus pubescens a fost botanistul și medicul german Heinrich Adolph Schrader (1767-1836) în volumul 1 al lucrării sale Spicilegium florae germanicae din 1794.
În anul 1838, renumitul micolog suedez Elias Magnus Fries a transferat soiul la genul Lactarius sub denumirea Lactarius pubescens, de verificat în cartea sa Epicrisis systematis mycologici, seu synopsis hymenomycetum. Adesea, numele binomial determinat de Schrader nu mai este folosit. Cunoscutul micolog italian Bruno Cetto de exemplu îl mai aplică.
De-a lungul timpului au fost făcute mai multe încercări de redenumire, cele mai importante au fost Mycena pubescens a lui Paul Kummer în Der Führer in die Pilzkunde: Anleitung zum methodischen, leichten und sicheren Bestimmen der in Deutschland vorkommenden Pilze mit Ausnahme der Schimmel- und allzu winzigen Schleim- und Kern-Pilzchen din (1871) și Lactifluus pubescens a lui Otto Kuntze, în volumul 2 al Revisio generum plantarum:vascularium omnium atque cellularium multarum secundum leges nomenclaturae internationales cum enumeratione plantarum exoticarum in itinere mundi collectarum (1891). Ultima propusă a fost Lactarius pubescens var. betularum a lui Marcel Bon în jurnalul micologic Documents Mycologique (1985).
Numele binomial a lui Fries a rămas însă cel valabil până în prezent (2018). Ceilalți taxoni nu sunt folosiți și de acea neglijabili, dar acceptați sinonim.

## Descriere

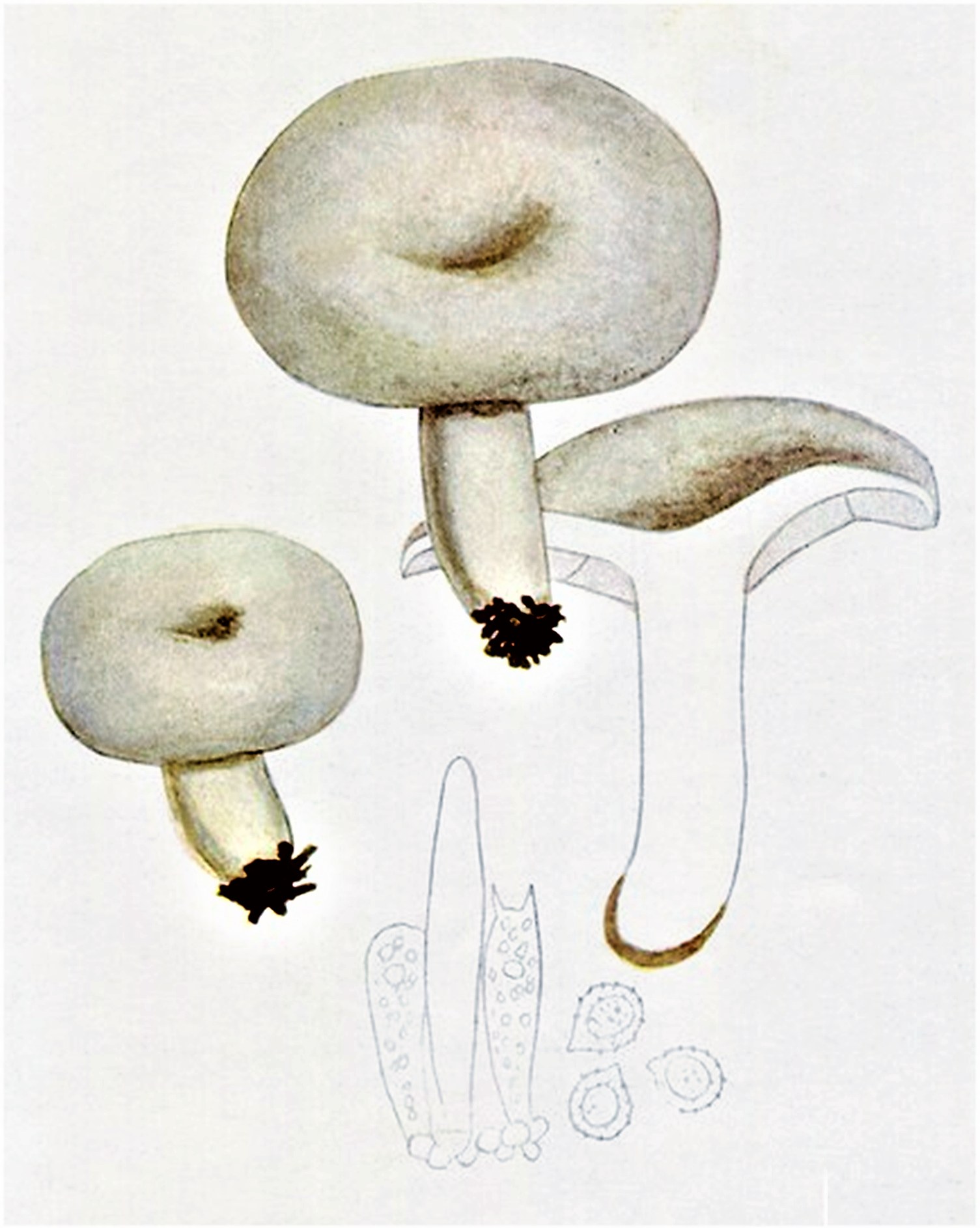
Bres.: Lactarius pubescens

- Pălăria: are un diametru de 5-8 (12) cm, este cărnoasă, tare dar fragilă, inițial convexă, pentru timp lung cu marginea răsfrântă spre picior, mai târziu aplatizată, slab neregulat ondulată și adâncită în centru până în formă de pâlnie, cu tendința de a crăpa longitudinal în vârstă. Cuticula care nu formează zone concentrice este uscată, dar unsuroasă pe vreme umedă, acoperită de un puf foarte fin în tinerețe, devenind repede păros-pâsloasă spre mijloc, iar la margine pufos-pletoasă (până la 5 mm), devenind la bătrânețe netedă și goală. Coloritul este la început albicios, la maturitate crem cu nuanțe rozalii sau chiar portocalii.
- Lamelele: sunt subțiri, clar bifurcate, semi-înalte, stau foarte dens, inițial mai degrabă aderate larg la picior, la maturitate slab decurente de-a lungul lui, muchiile fiind netede. Coloritul este la început crem-albicios, dar schimbă mai târziu spre ocru, câteodată cu licăriri roșiatice ca carnea de vițel.
- Piciorul: are o înălțime de 3-7 cm și o lățime de 1,5-2 cm, este cilindric precum puțin subțiat spre bază, tânăr plin, apoi împăiat și la bătrânețe gol pe dinăuntru. Suprafața este inițial albă și tapițată de un puf fin lânos, apoi de culoare rozalie sau roșie de somon și în afara vârfului, brumată albicios.
- Carnea: este albicioasă până slab roșie de somon, compactă și tare. Mirosul este fructuos, asemănător mușcatelor, dar gustul arzător iute și zgârcind. Iuțirea provine de la alcaloidul unei rășini numită piperină.
- Laptele: este foarte iute, alb și nu se colorează după tăiere. Probe tinere eliberează mult lapte, dar în stare mai uscată, aproape că nu se găsește.[4][5]
- Caracteristici microscopice: are spori ovoidali respectiv slab elipsoidali cu o mărime de 6,6-7,4 x 4,9-5,2 microni, ușor amiloizi (ce înseamnă colorabilitatea structurilor tisulare folosind reactivi de iod), puțin ornamentați, suprafața fiind acoperită de câțiva negi mici și muchii adesea ramificate care sunt parțial conectate între ele prin linii fine. Pulberea sporilor este albicioasă. Basidiile cu patru sterigme fiecare sunt cuneiforme până bulboase și măsoară 30-40 x 8-10 microni.[11]
- Reacții chimice: Buretele se colorează cu guaiacol roșu de morcovi, cu Hidroxid de potasiu după 20 de minute gri-verzui deschis, cu sulfat de fier gri-gălbui, și cu tinctură de Guaiacum imediat gri-verzui.[12][13]

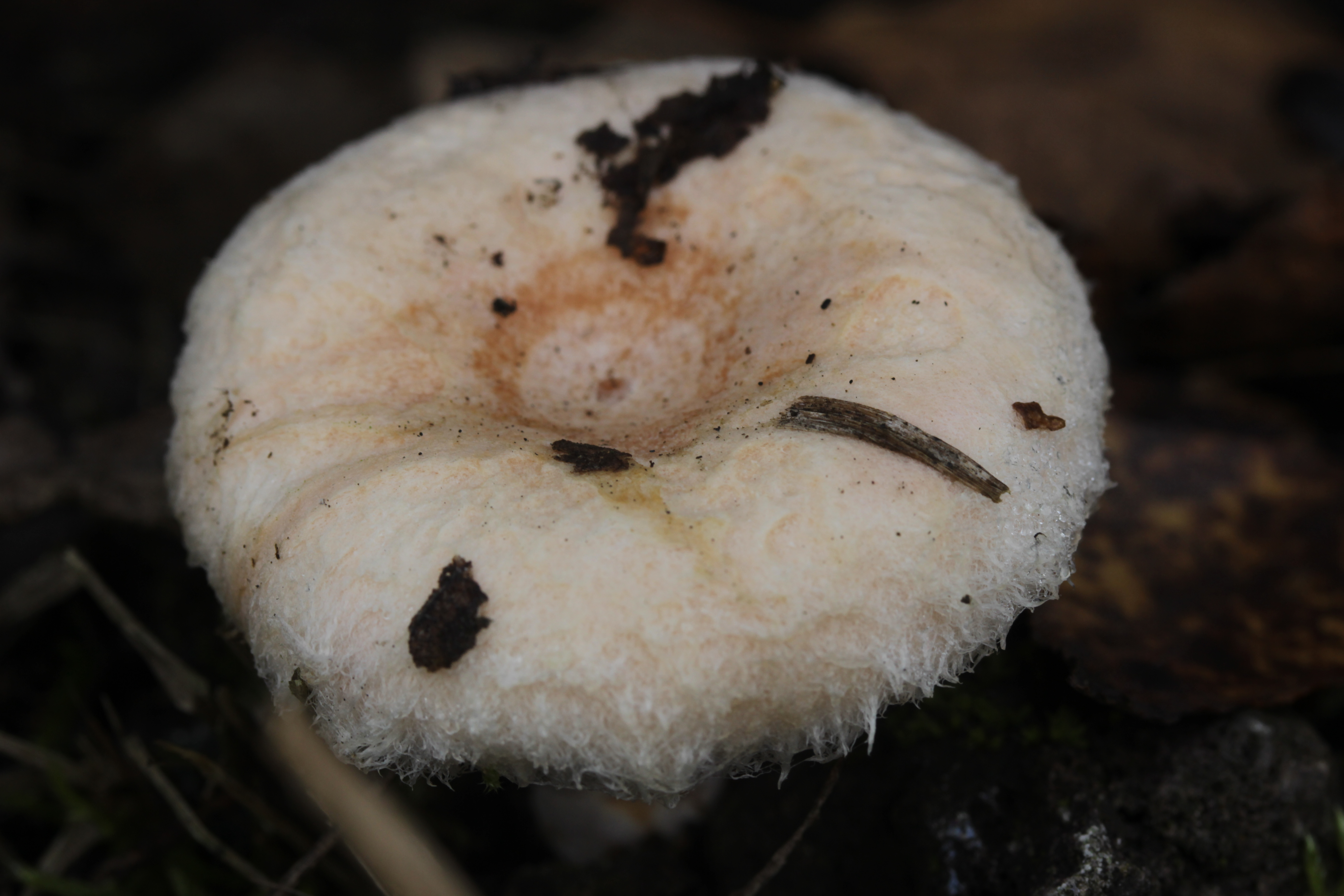
L. pubescens, pălărie
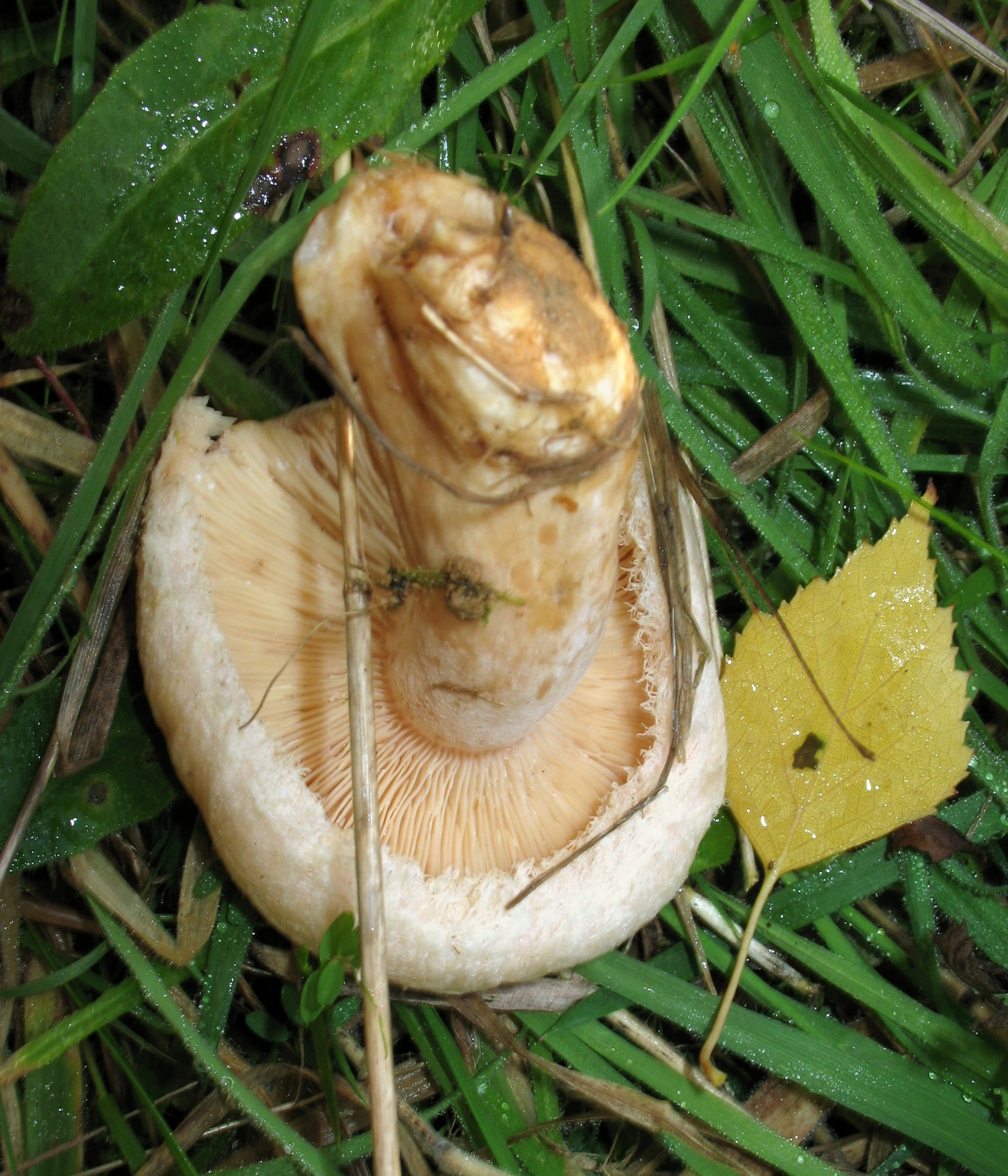
L. pubescens, lamele și picior
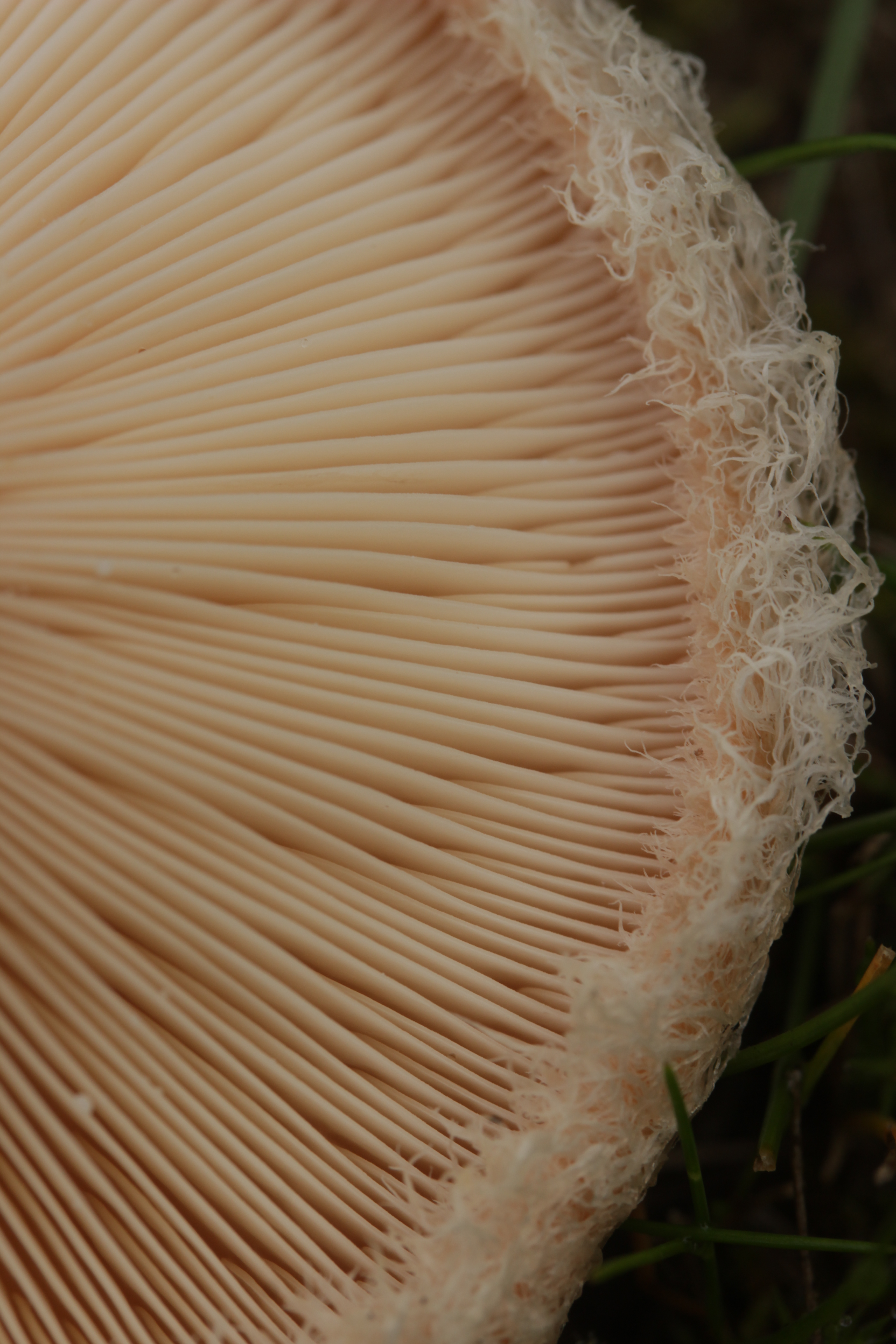
L.pubescens, lamele din apropiere
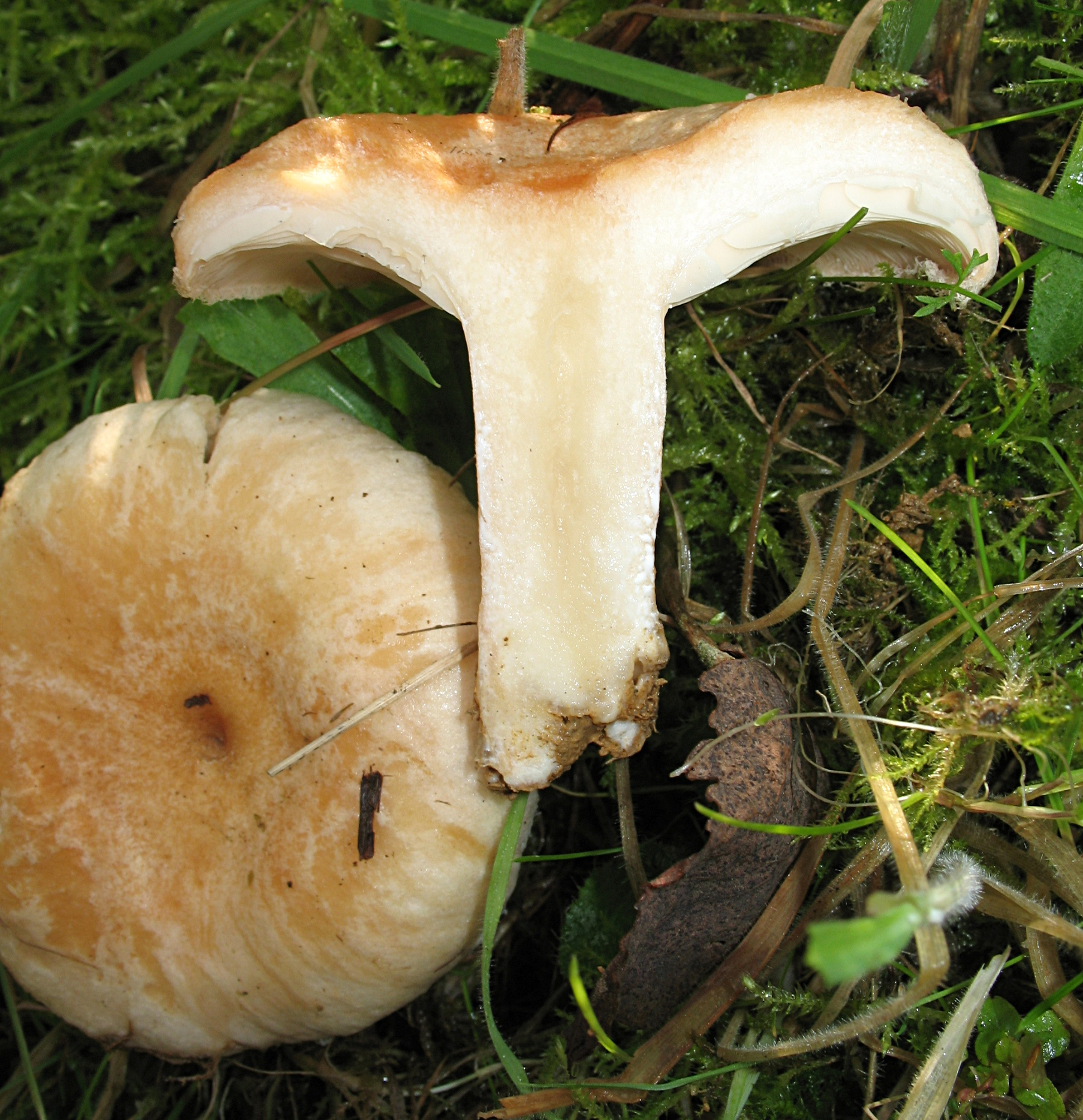
L. pubescens, secțiune longitudinală
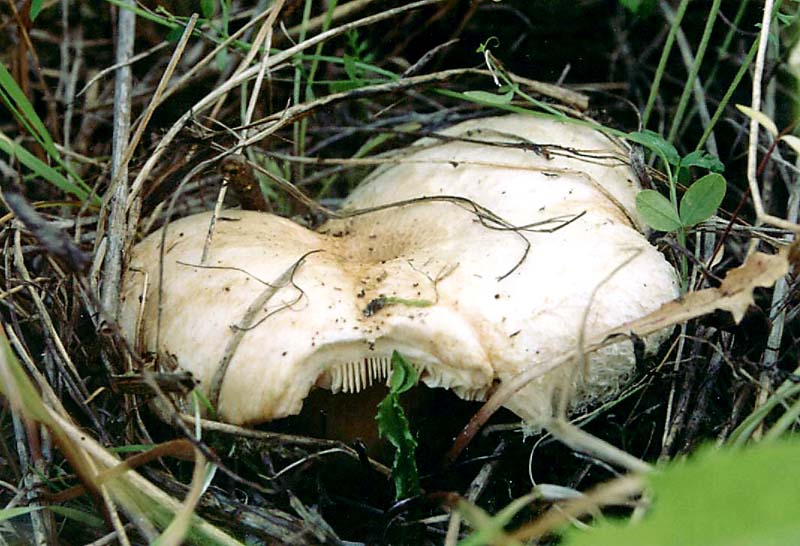
L. pubescens bătrân

## Confuzii
Buretele poate fi confundat cu Lactarius acris (necomestibil), Lactarius albocarneus (necomestibil), Lactarius azonites (necomestibil), Lactarius blennius (necomestibil), Lactarius controversus (necomestibil fiind extrem de iute, crește sub plopi sau anini, pălărie cu zone rozalii precum lamele cu benzi palid-roșiatice), Lactarius decipiens (necomestibil), Lactarius glaucescens, sin. Lactarius pergamenus (comestibil dar iute, se dezvoltă numai în păduri de foioase, mai mic și subțire, se decolorează după tăiere gălbui), Lactarius pallidus (necomestibil), Lactarius piperatus (comestibil, iute, dar bine de preparat, lamele mai strânse, cuticulă netedă), Lactarius scrobiculatus (otrăvitor), Lactarius trivialis sin. Lactarius bertillonii var. queletii (necomestibil pentru că prea iute, se dezvoltă numai sub foioase, cu mare drag sub castani, lamele foarte îndepărtate, buretele original cu cuticula colorată spre gri-roz, variația queletii însă este albă) sau Lactarius vellereus (necomestibil, pentru că prea iute, se dezvoltă numai în păduri de conifere și de foioase, devine foarte mare).
Posibilă este de asemenea o confundare cu două ciuperci fără suc din genul Russula: Russula delica și surata ei foarte apropiată Russula chloroides.

## Specii de ciuperci asemănătoare în imagini

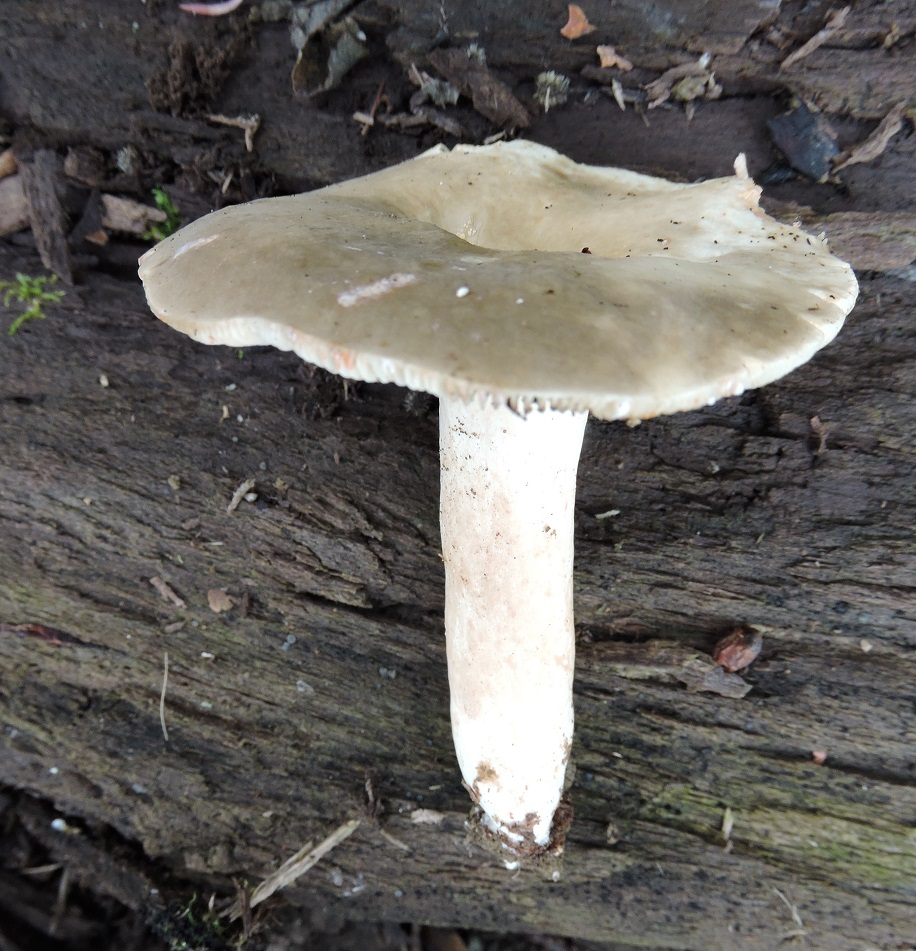
!Lactarius acris!
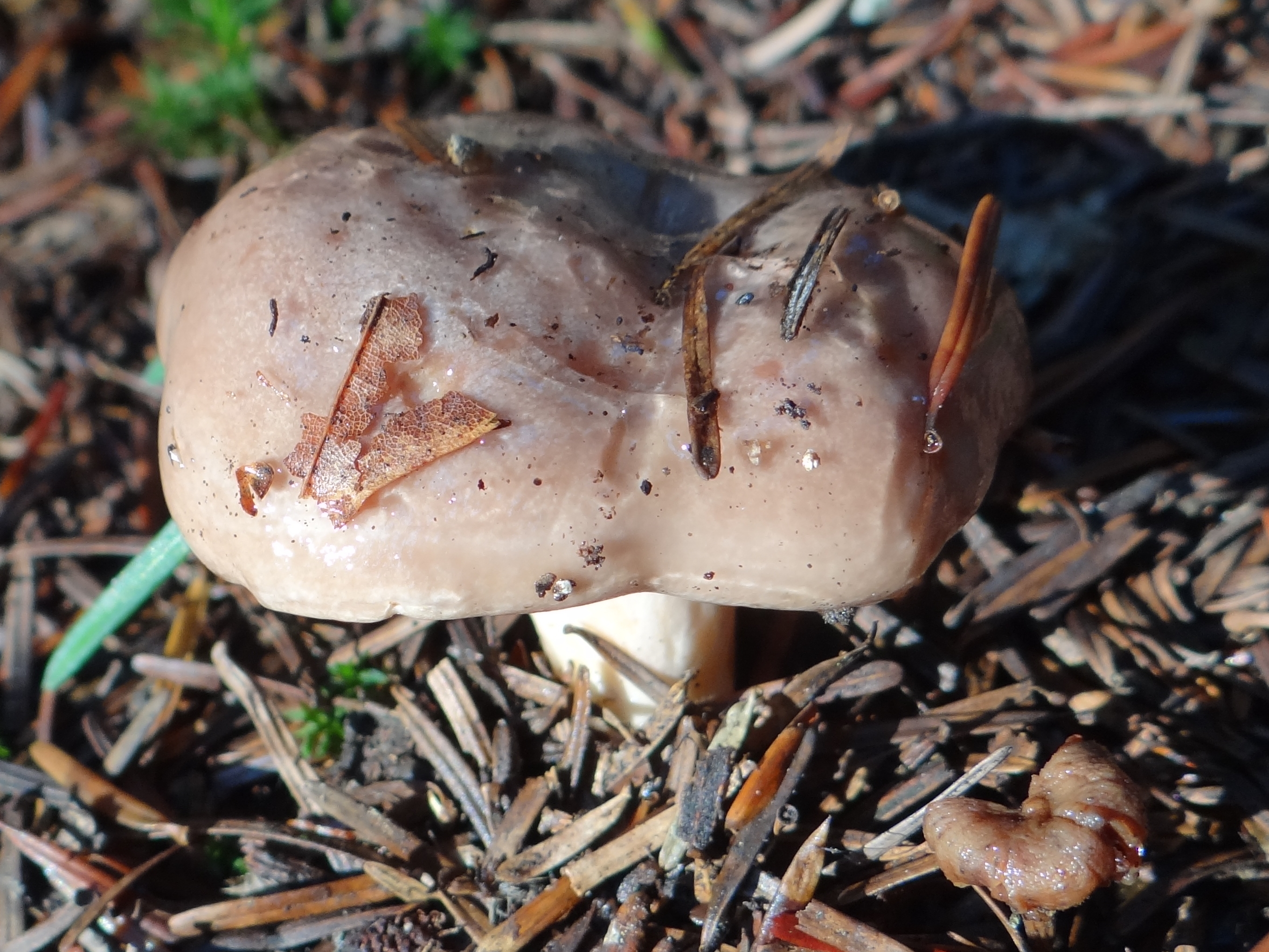
!Lactarius albocarneus!
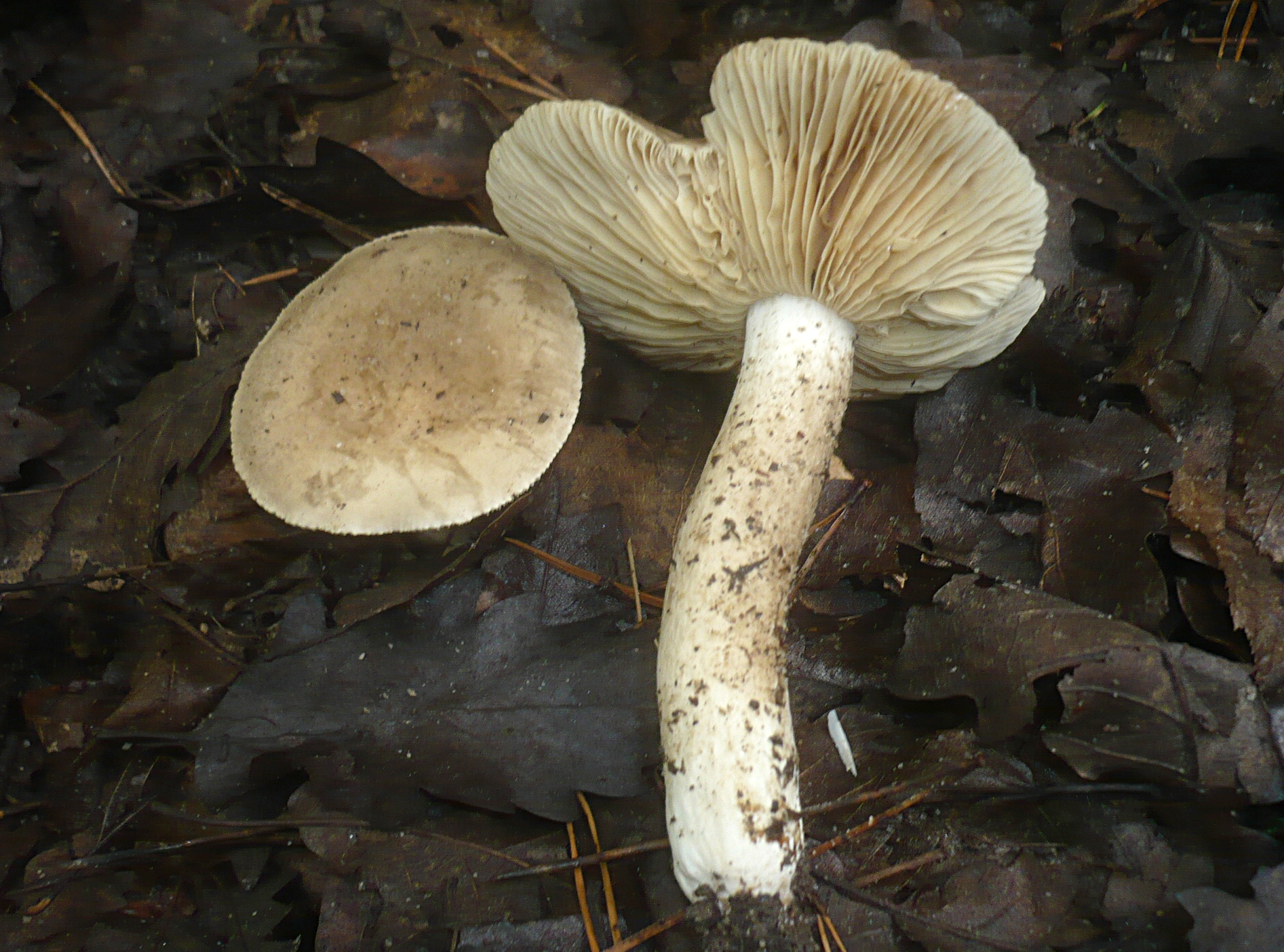
!Lactarius azonites!
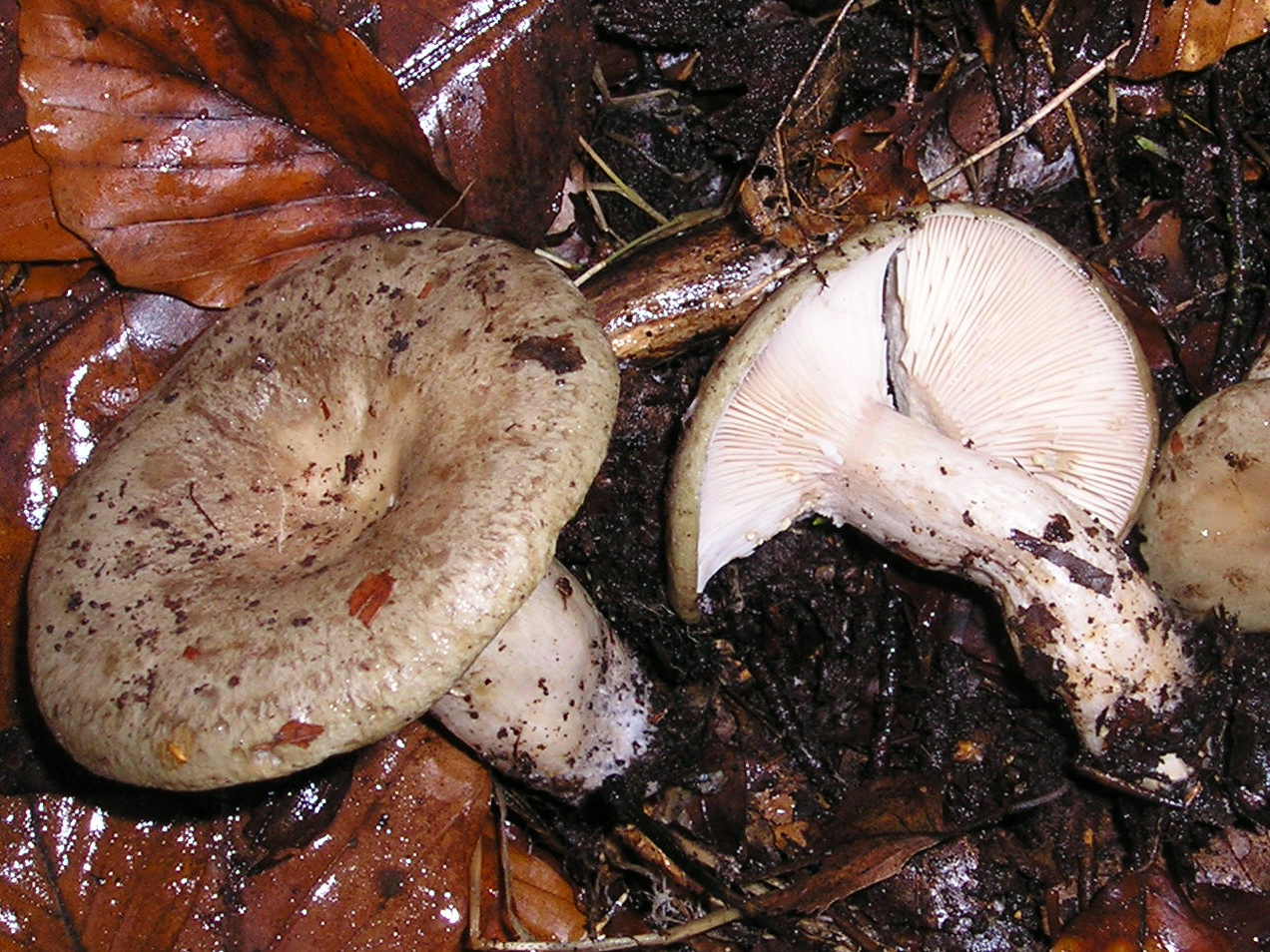
!Lactarius blennius!
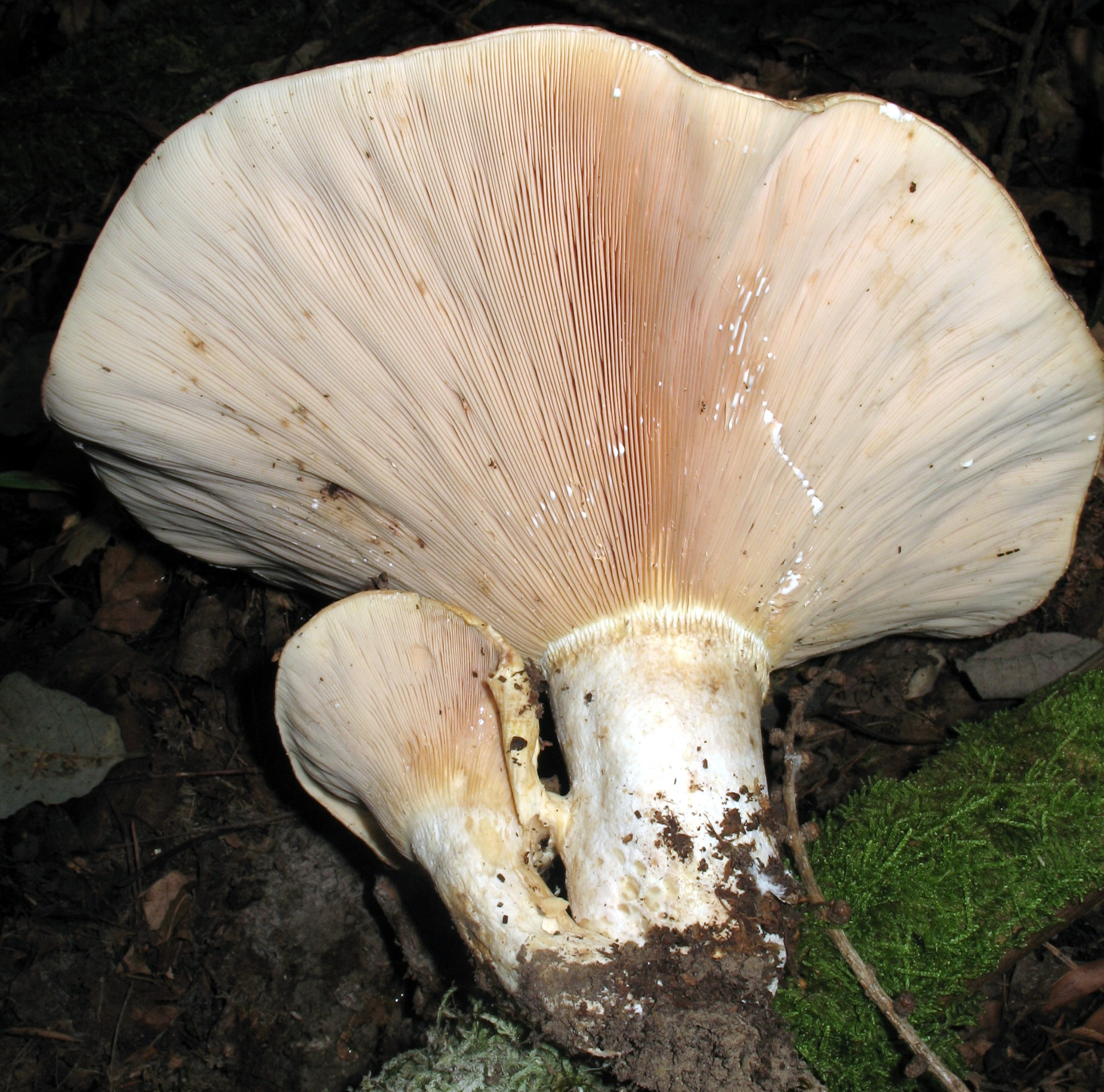
!Lactarius controversus!
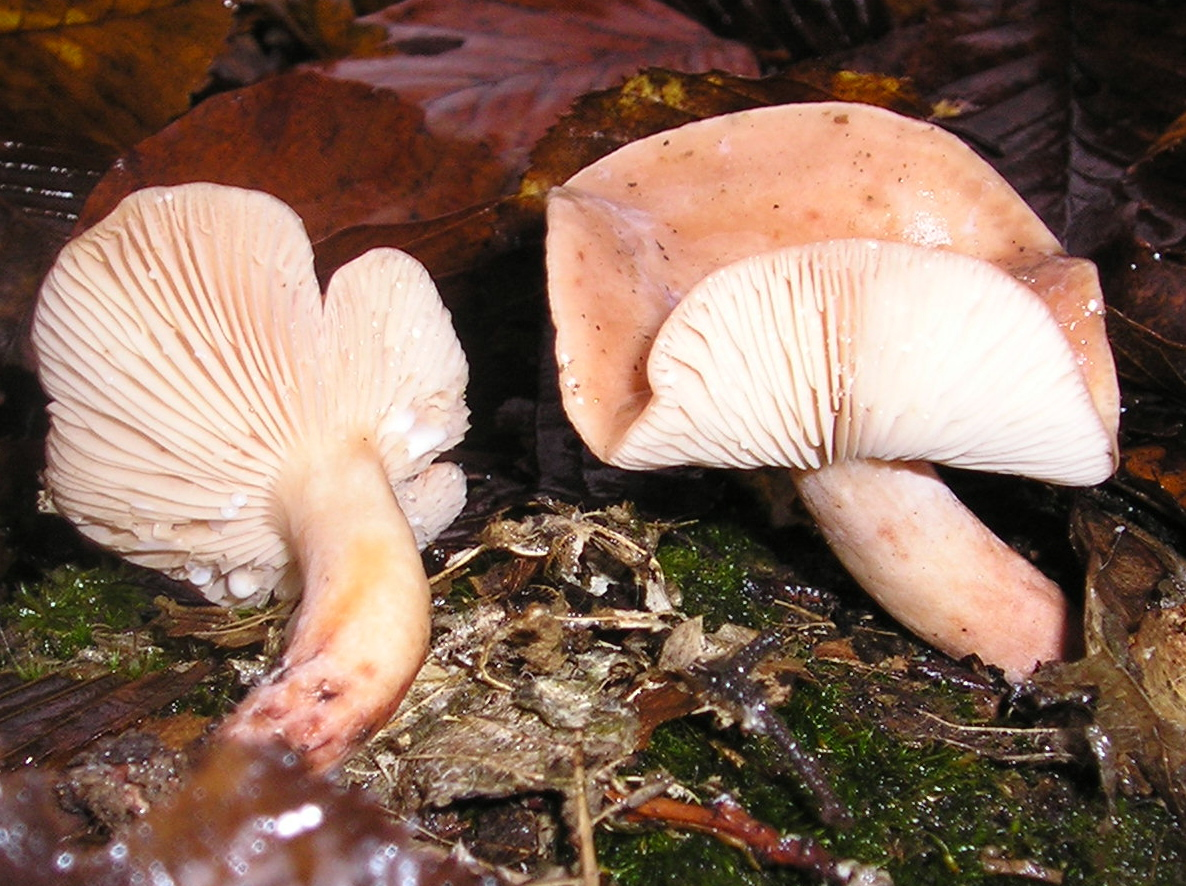
!Lactarius decipiens!
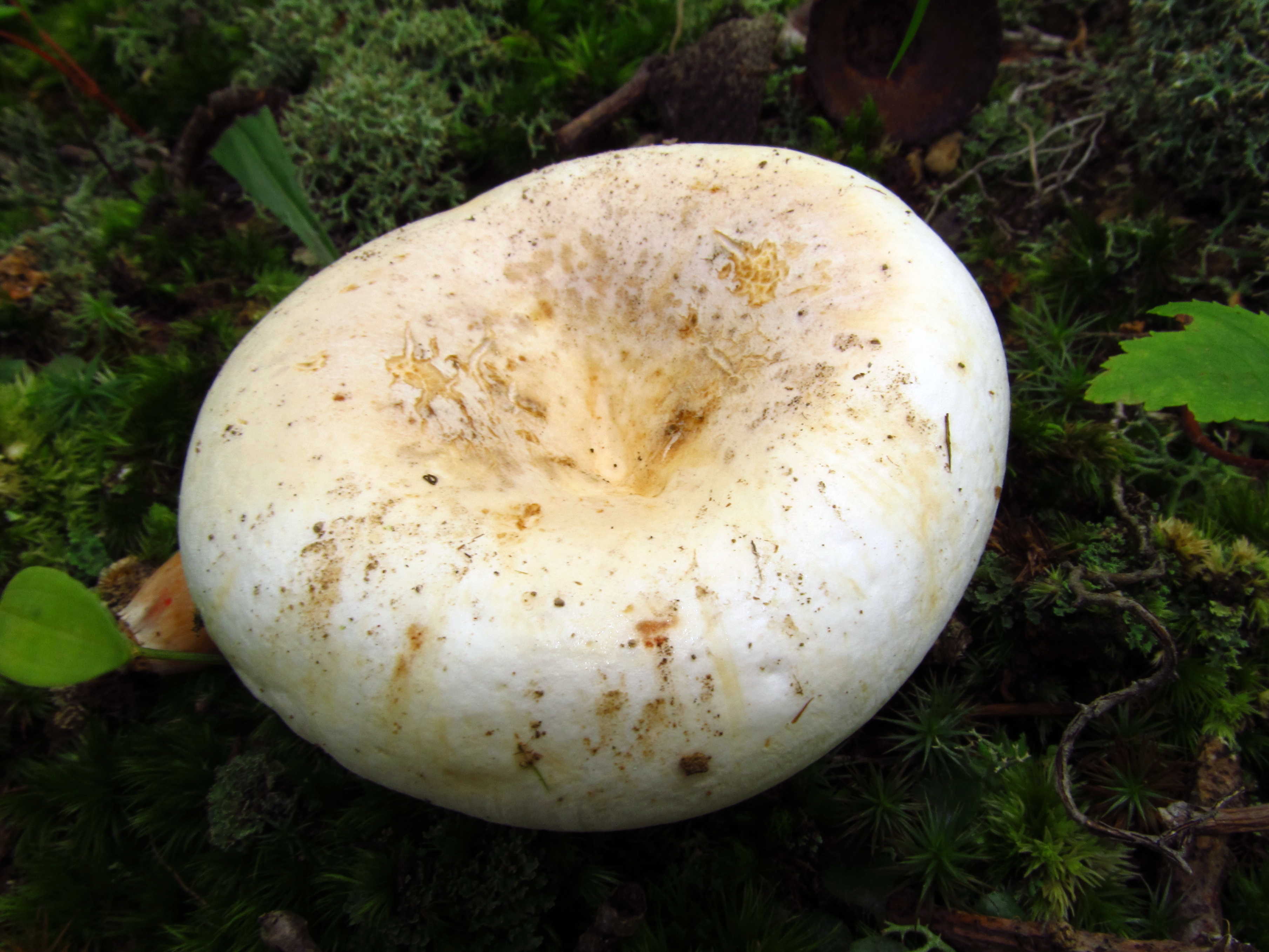
Lactarius glaucescens, sin. pergamenus
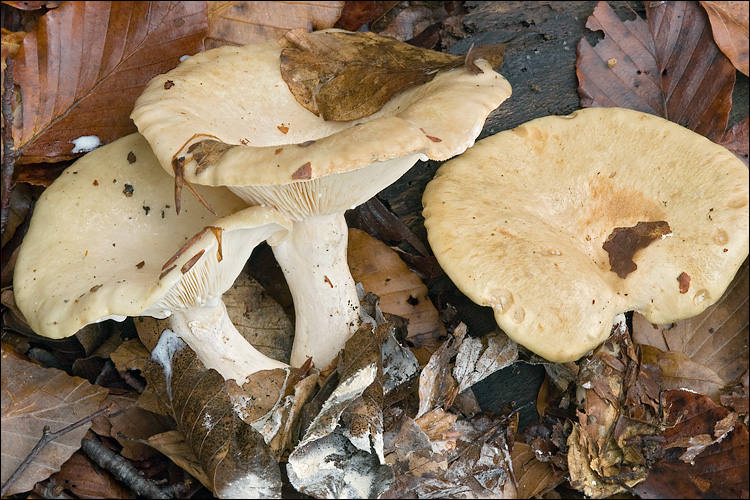
!Lactarius pallidus!

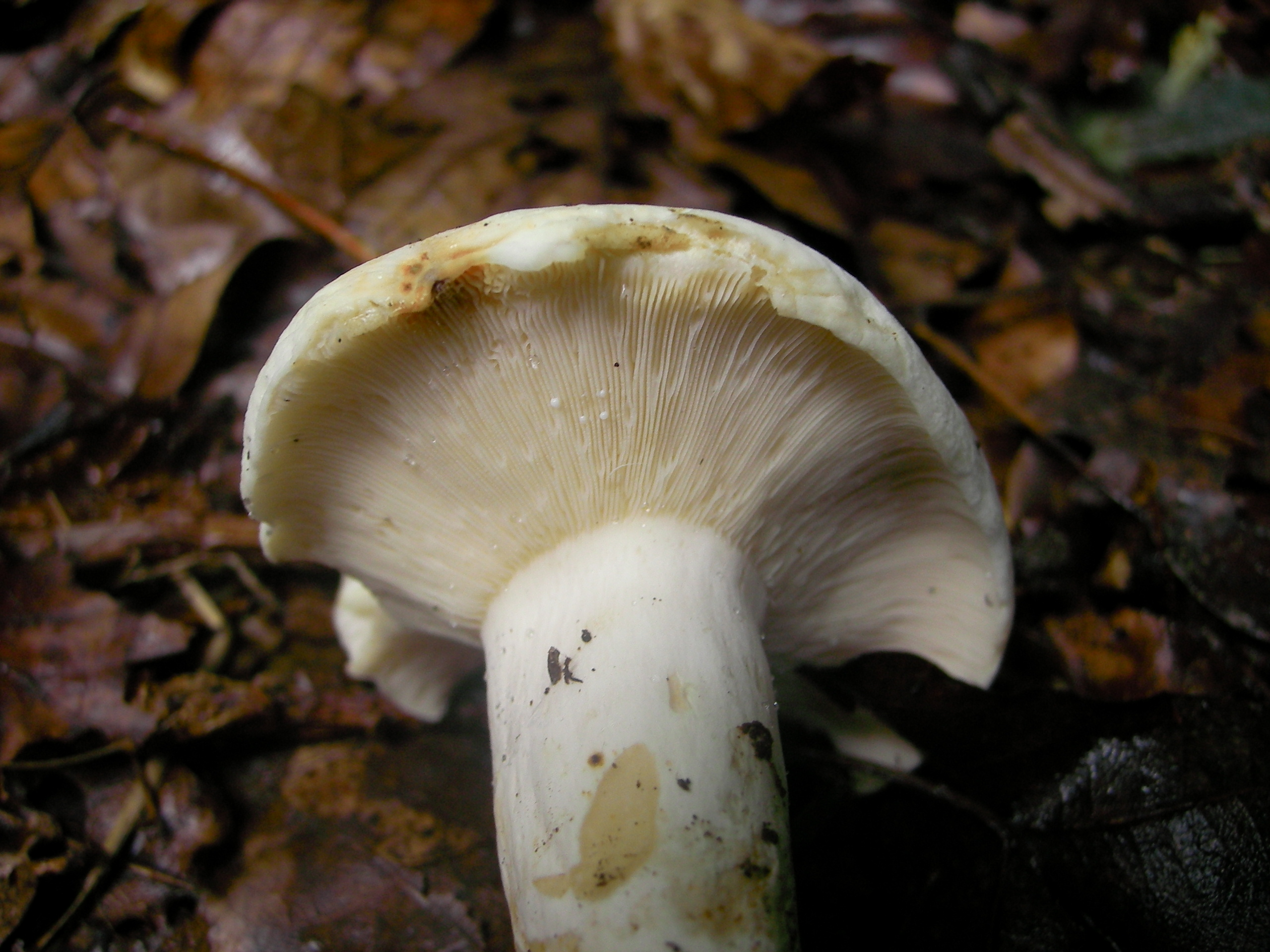
Lactarius piperatus
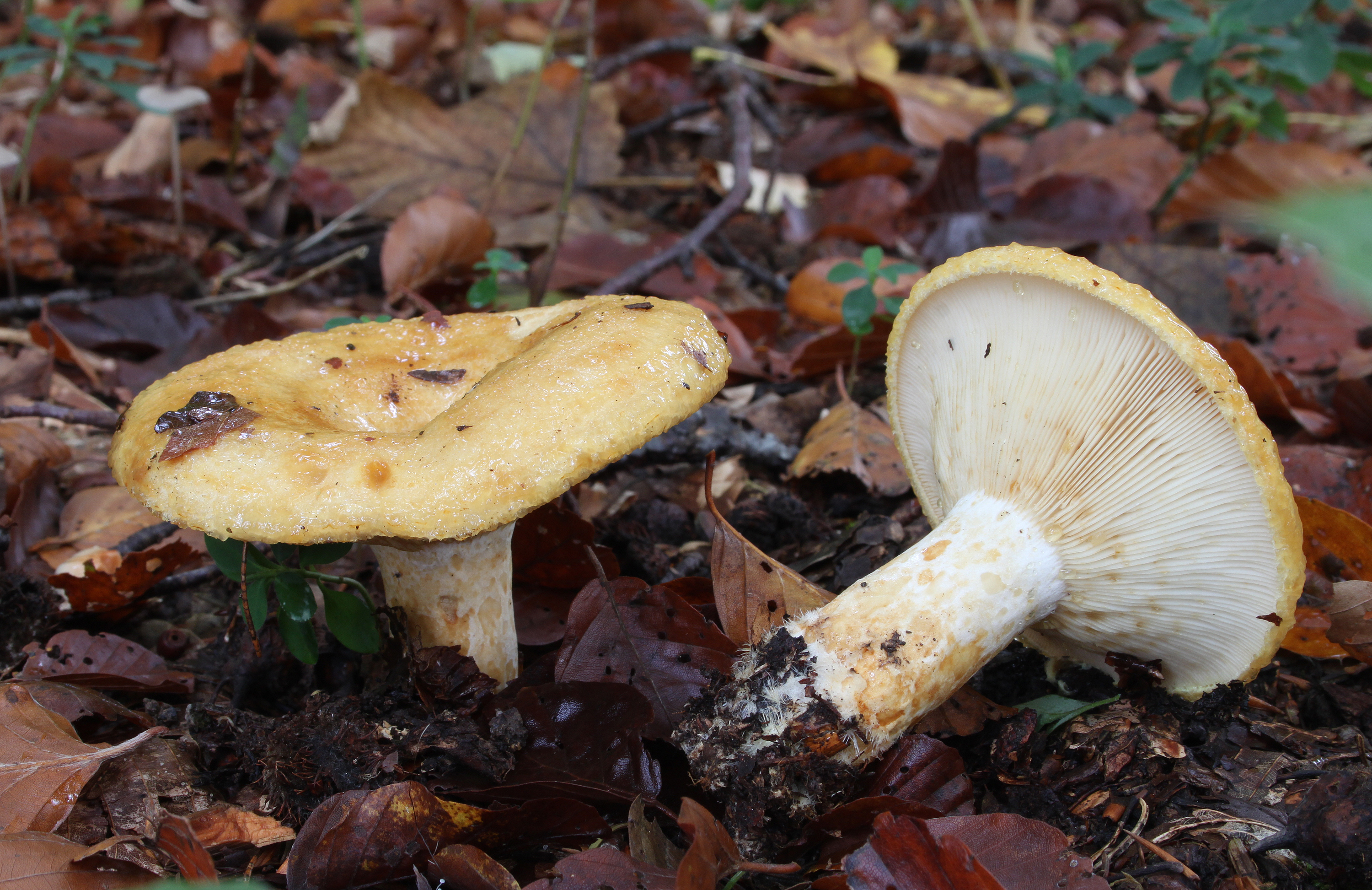
!!Lactarius scrobiculatus!!
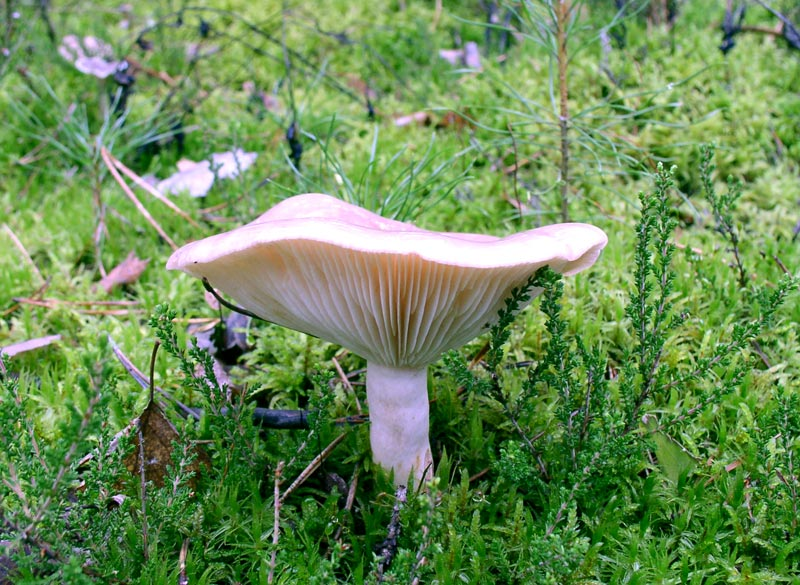
!Lactarius trivialis sin. bertillonii!
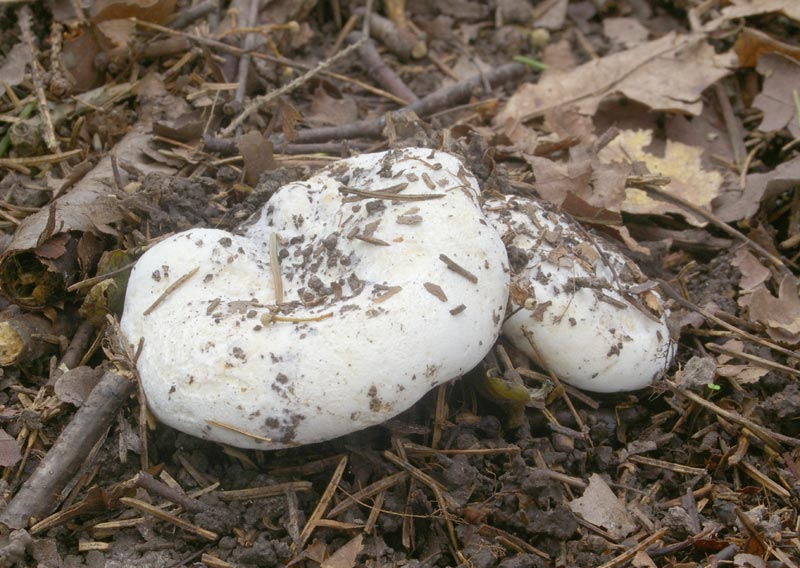
!Lactarius vellereus!
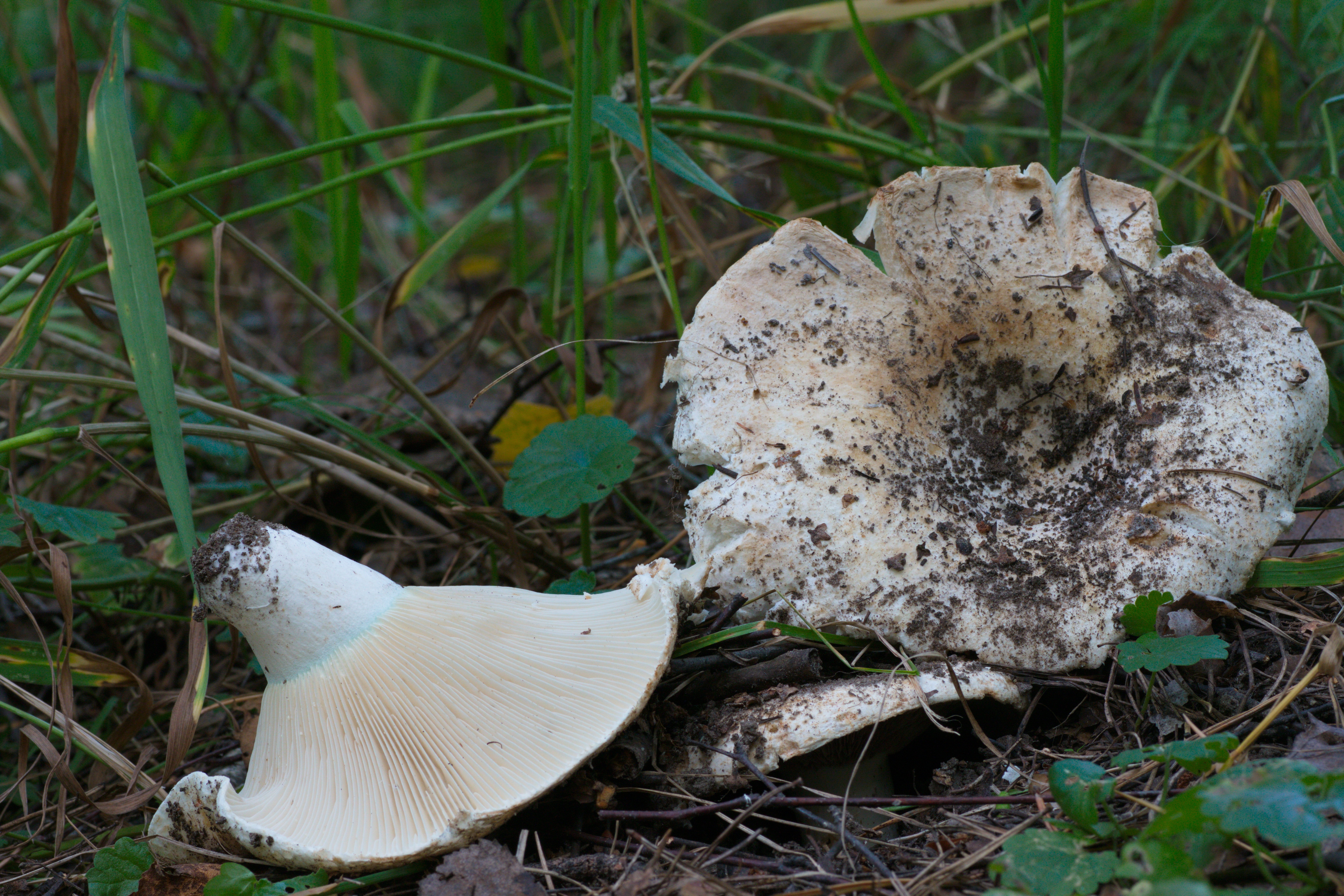
Russula chloroides
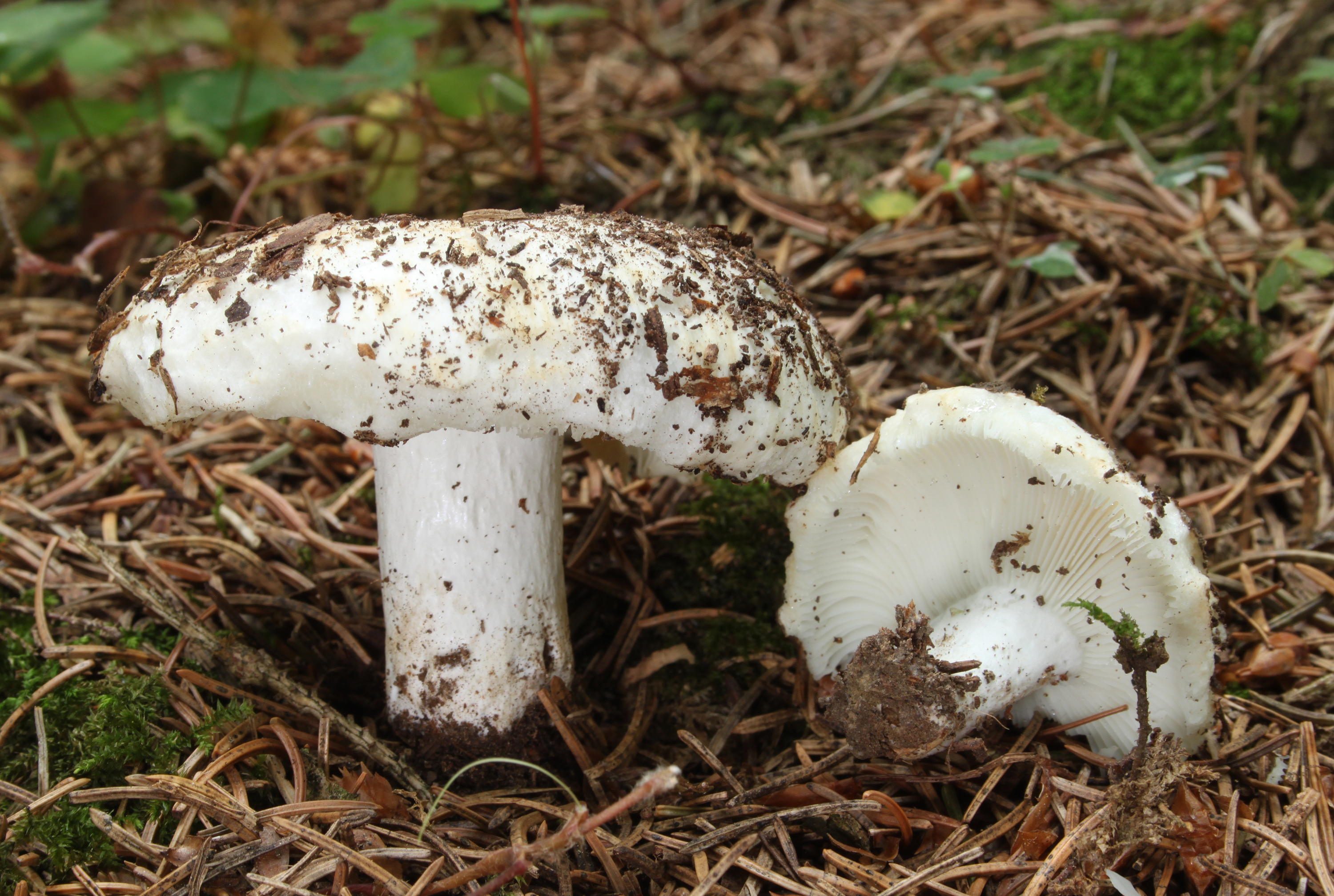
Russula delica

## Toxicitate
Această specie este din cauza iuțimii în mod normal necomestibilă. Dar se găsesc din păcate mereu culegători care o culeg, conservând-o de exemplu în oțet sau ulei. Ciuperca conține compuși de hidrocarburi, și, odată totuși ingerată (de asemenea după preparare), poate provoca (cu o latență de 30 minute-4 ore), iritații ale mucoasei aparatului digestiv cu grețuri, vărsături, dureri abdominale, diaree, dar de asemenea afecțiuni vizuale, tulburări de coordonare precum câteodată chiar afectarea de organe. În cazul unei intoxicații se indică golirea gastrointestinală, o perfuzie, un tratament cu cărbune activ, în cazuri severe cu stimulente. 